# Schusswunde

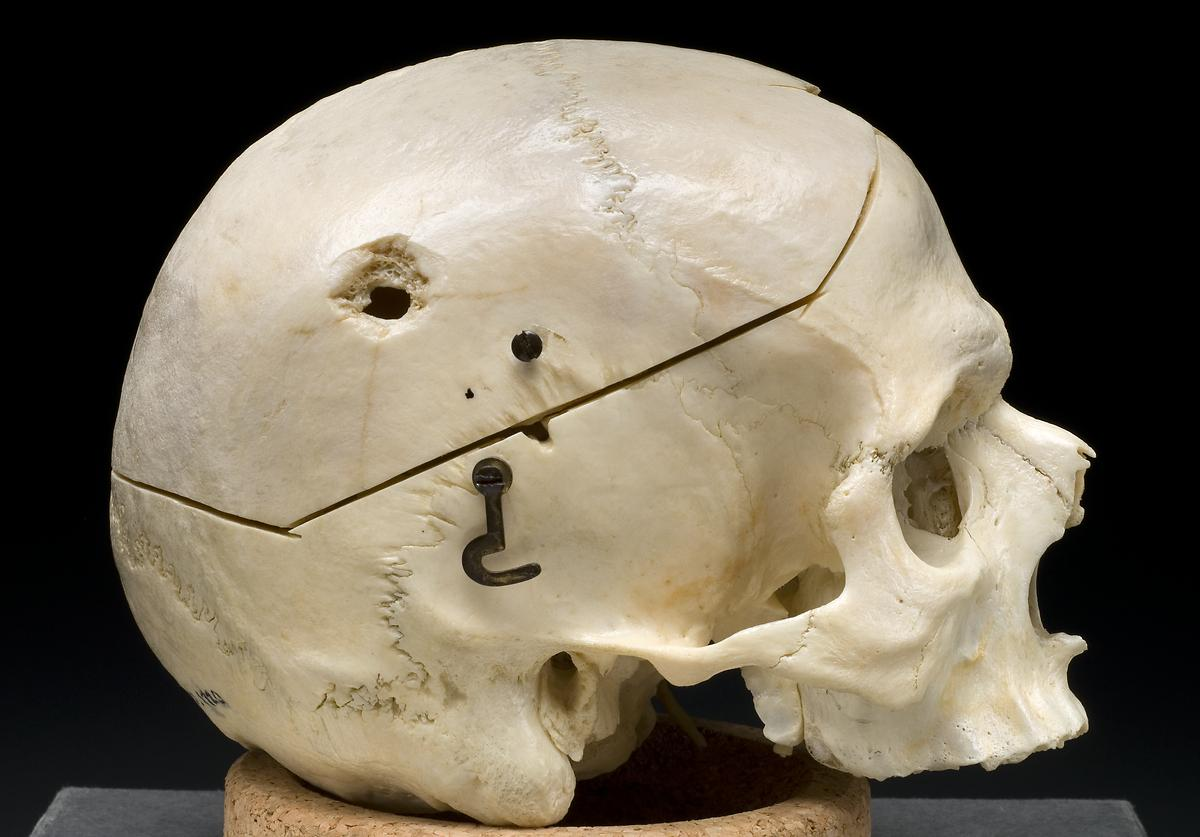
Ausschussdefekt des Schädeldachs mit trichterförmiger Erweiterung nach außen und Entlastungsbruchlinien im rechten Scheitelbein

Eine Schusswunde (lateinisch vulnus sclopetarium) oder Schussverletzung ist eine Verletzung, die durch ein Geschoss (Pfeil oder Projektil) verursacht wird; dieses kann entweder in der Wunde stecken bleiben oder es durchdringt den Körper. Forensisch und militärisch wird die Schusswunde in der Wundballistik näher untersucht. 

## Arten von Schussverletzungen
Je nach Weg und Verbleib des Projektils unterscheidet man zwischen vier Typen: Durchschuss, Steckschuss, Prellschuss und Streifschuss.
- Ein Durchschuss ist eine Schussverletzung, bei der das Geschoss in den Körper eindringt und dann an einer anderen Stelle wieder austritt, wobei sowohl eine Einschusswunde, als auch eine Austrittswunde entstehen.[1]
- Bei einem Steckschuss verbleibt das Geschoss nach Eintritt im Körper, wo es im Gewebe oder in Knochen stecken bleibt, so dass es keine Austrittswunde gibt.[2] Durch Verwendung sogenannter Hohlspitzgeschosse, die im Körper aufpilzen, entstehen ebenfalls Steckschüsse.
- Ein Prellschuss wird durch matte Geschosse (Gummigeschosse, wie sie z. B. durch Ordnungskräfte auf Demonstrationen eingesetzt werden) ausgelöst. Er dringt nicht in die Haut ein, verursacht also keine äußere Wunde, sondern eine Quetschung, deren Spuren häufig an der zähelastischen Haut übersehen werden. Darunter können jedoch erhebliche Verletzungen verborgen sein, sogar Knochenbrüche, Muskel- und Eingeweidezerreißungen (letztere zählen zu den inneren Wunden).

- Der Streifschuss, auch Tangentialschuss genannt, verläuft tangential zur Körperoberfläche, so dass das Geschoss eine grabenförmige Wunde aufreißt, ohne jedoch in den Körper zu tunneln.

## Auswirkungen

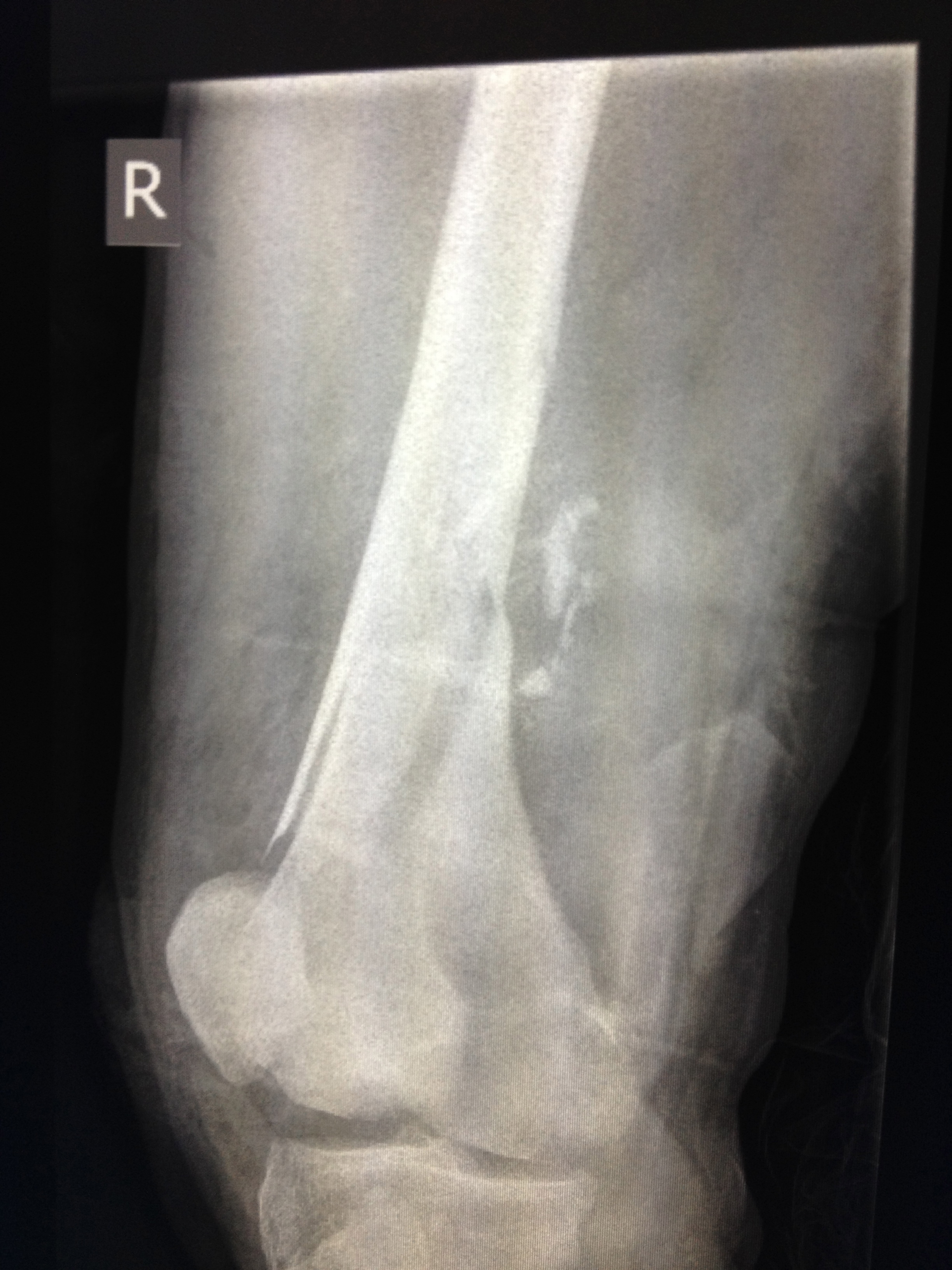
Schussbruch des Oberschenkelknochens. Röntgenbild seitlich

Die Wirkung eines Schusses richtet sich nach dem betroffenen Organ oder Körperbereich und auch nach der Art des Geschosses und physischer Konstitution des Getroffenen. Sie ist entgegen allen Mythen nicht vorhersagbar. Die alten Musketenkugeln wurden sehr leicht durch Widerstände abgelenkt, wie z. B. Knochen. Sie umzogen dann den betreffenden Körperteil, z. B. bei einem Rippenschuss den Brustkasten (Ringel-/Konturschuss). Die konischen Geschosse der Büchsen durchdringen den Körper meist in gerader Richtung. Alle Bleigeschosse können sich am Körper abplatten, sofern sie matt sind. Vollmantelgeschosse mit kleinen Kalibern haben eine hohe Durchschlagskraft und behalten meist ihre Form. Schrotschusswunden sind von geringerer Bedeutung, da die Schroten meist nicht tief eindringen können. Beim Kanonenbeschuss auf hölzerne Segelschiffe waren oft Wunden durch umherfliegende Holzsplitter zu beobachten, welche entweder an den Knochen abprallten und nur unter die Haut drangen, aber je nach Winkel und Wucht mitunter auch ins Körperinnere. Diese Verletzungen sind nach heutiger und strenger Definition keine Schusswunden, auch medizinisch gleichen sie eher den Verletzungen bei Explosionen.

## Medizinische Aspekte
Bei der Schusswunde unterscheidet man den Einschuss vom Ausschuss. Schussverletzungen ohne Ausschuss nennt man Steckschuss. Die Ausschusswunde ist in der Regel infolge von irregulären Taumelbewegungen und Schockwelle des Projektils deutlich größer.
Besondere Auswirkungen haben Schussverletzungen durch die Tatsache, dass nicht nur ein Gewebsverlust im Schusskanal selbst, sondern auch infolge der hohen kinetischen Energie des Geschosses Gewebsuntergang in einer Zone der molekularen Erschütterung um den Schusskanal herum resultiert. Bei Schussverletzungen kommt es zunächst zu einem sogenannten temporären Wundkanal durch das Geschoss, der durch eindringende Gase und die Verdrängungswirkung des Geschosses hervorgerufen wird. Durch die Elastizität des Gewebes verkleinert sich dieser aber wieder und es kommt zu der Bildung des permanenten Wundkanals.
Sind beim Einschuss Knochen betroffen, so tritt meist eine ausgedehnte Zersplitterung (Schussfraktur) ein.
Stets sind zwei Gruppen von Folgeschäden in unterschiedlichen Intervallen zu befürchten:
1. direkte, meist akute:
  1. innere Blutungen durch Gefäß- oder Herzläsion, durch Verletzung parenchymatöser Organe wie Milz und Leber
  2. Atemnot durch Eröffnung des Brustkorbs, Verletzung der Lunge
  3. Funktionsausfall des Zentralnervensystems beispielsweise bei Kopfschuss
  4. Infektion oder Bauchfellentzündung durch Hohlorganperforationen
2. verzögert: Infektion, bzw. Entzündung der Wunde

Unbehandelte Schussverletzungen der Haut, des Weichgewebes, des Brustkorbs oder Bauchraums führen wie entsprechend ausgeprägte Stichverletzungen zu Entzündungen oder zur Blutvergiftung (Sepsis). Sie bedürfen meist einer antibiotischen Therapie. Regelmäßig geformte metallene Geschosse können in den Körper einheilen, sofern das Metall nicht gewebetoxisch ist oder Gasbildung (Beryllium) verursacht. Eingedrungene Kleidungs- bzw. Holzstückchen oder aber auch sogenannte Sekundärgeschosse (z. B. Splitter von Deckungen), aber auch abgestorbene (avitale) Knochensplitter verursachen oft bedeutende Eiterungen. Bei Schusswunden sind außerdem die belastenden psychischen Auswirkungen (Panik, Depression und Demotivation) zu untersuchen.

## Geschichte

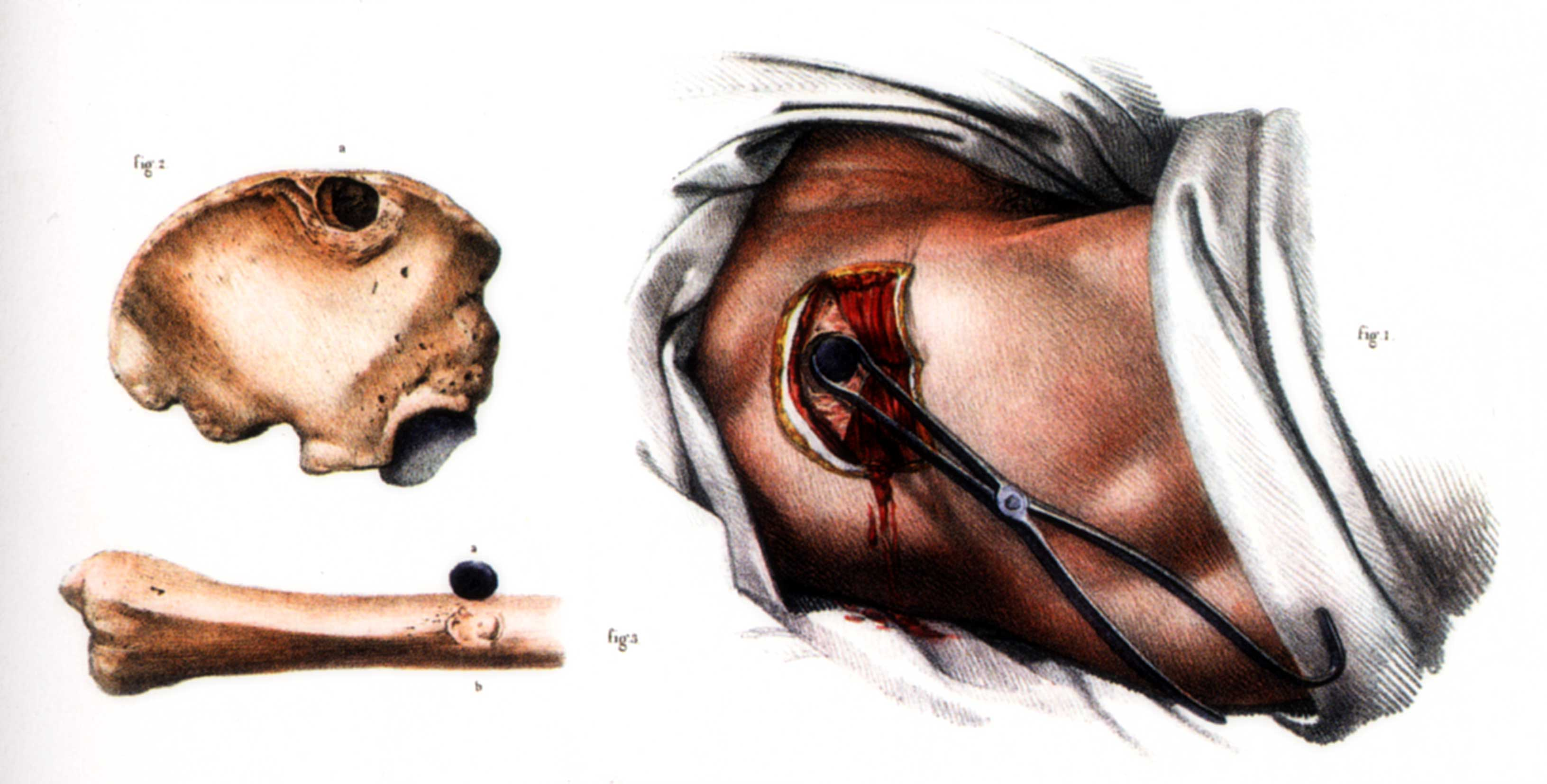
Chirurgische Entfernung einer Gewehrkugel am rechten Beckenkamm (rechts, Fig. 1), Gewehrkugel-Impression an der Außenseite des rechten Darmbeins (links oben, Fig. 2) und an der Vorderseite des linken Schienbeins (links unten, Fig. 3). Farblithografie von Nicolas Henri Jacob, 1840

Seit der Mitte des 15. Jahrhunderts (1460 bei Heinrich von Pfalzpaint, 1497 bei Hieronymus Brunschwig, 1517 bei Hans von Gersdorff) ist in deutschsprachigen Texten die Behandlung von durch Feuerwaffen entstandene Schusswunden belegt. Verschiedene konkurrierende Behandlungsmethoden waren verbreitet; so etwa das Ausgießen des Schusskanals mit heißem Öl zur Behandlung der angenommenen Vergiftung durch das Schießpulver. So empfahl aus diesem Grund auch Giovanni da Vigo noch 1514, siedendheißes Holunderblütenöl (Oleum sambuci) in die Schusswunde zu geben. In Frankreich setzte sich Ambroise Paré, der 1536 feststellte, dass die Anwendung einer aus Eigelb, Rosenöl und Terpentin bestehenden, weit milderen (nicht selbst eine Verbrennung verursachenden) Mischung die (nicht zugenähte) Wunde besser heilen ließ, im 16. Jahrhundert intensiver mit Schusswunden auseinander.
Im 18. Jahrhundert behandelten auch die preußischen Generalchirurgen Johann Ulrich von Bilguer und Johann Christian Anton Theden Schusswunden nicht durch Naht. Bilguer erweiterte die Wunde und streute Pulver mit verschiedenen Ingredienzen hinein und bestrich die Umgebung mit Salben. Theden empfahl ein von ihm aus Essig, Weingeist, Zucker und verdünnter Schwefelsäure zusammengesetztes „Wund- oder Schußwasser“, genannt auch „Arquebusade“ oder „Arkebusade“.
Der Chirurg Gustav Simon veröffentlichte 1851 ein Buch über Schusswunden, in dem er veralteten Vorstellungen widersprach, beispielsweise dem Gedanken, eine Schusswunde wäre einer Brandwunde vergleichbar, da Kugeln Gewebe erhitzen würden. Er hatte 1849 über längere Zeit 148 durch Schusswunden verletzte Patienten behandelt und beobachtet, wobei 143 Soldaten durch Flintenkugeln verletzt worden waren. Von den 148 Verwundeten starben 5, die übrigen wurden geheilt entlassen. Simon vertrat die Ansicht, dass viele Schussverletzungen röhrenförmigen Schnittverletzungen mit Substanzverlust vergleichbar seien.
Eine Wundnaht bei Schusswunden lehnten Bilguer, Theden und Larrey ab, ebenso Nikolai Iwanowitsch Pirogow als Feldchirurg, der annahm, dass Kriegschusswunden immer unter Eiterung heilten.
Nachdem bereits Hieronymus Brunschwig 1497 neben dem Rat, Schusswunden mit Milch oder warmem Öl auszuwaschen, auch die Empfehlung zur Entfernung der (die Wunde „vergiftenden“) Kugeln publiziert hatte, erhielt die Kugelentfernung eine große Bedeutung in der Kriegschirurgie und es wurden zu diesem Zweck eine Unzahl von Instrumenten erfunden.
Bis ins späte 19. Jahrhundert wurden Schusswunden insbesondere im Kontext von kriegerischen Auseinandersetzungen großflächig versorgt. In der Regel untersuchte der Chirurg den Schusskanal im Feldlazarett mit den bloßen Fingern, bemühte sich um jeden Preis, das steckengebliebene Projektil zu entfernen, vergrößerte so die Wunde und die Gefahr einer Sepsis. Bei Verletzungen der Extremitäten lief das meist auf eine Amputation hinaus, auch bedingt dadurch, dass bis zum Ende des 19. Jahrhunderts die Projektile aus Blei bestanden, meist kugelförmig waren, ein relativ großes Kaliber aufwiesen und mit einer relativ geringen Geschwindigkeit verschossen wurden. Durch die technischen Entwicklungen wie Hinterlader, Patrone und optimierte Schießpulver nahm die Schwere der Schusswunden ab. Mit der Haager Landkriegsordnung wurden weiter Waffen und Geschosse verboten, die unnötiges Leid verursachen. Bezüglich der Wundversorgung kam es Ende des 19. Jahrhunderts zu einem Paradigmenwechsel: Es hieß, Schusswunden in Ruhe zu lassen, von außen gründlich zu desinfizieren und zu warten. Den Anlass dazu gaben zwei Entwicklungen: 1872 hatte Richard von Volkmann die antiseptische Wundbehandlung mit Karbol (nach Lister) bekannt gemacht, zudem wurden die Kaliber moderner Infanteriegewehre immer kleiner und Vollmantelgeschosse benutzt, die Schusskanäle also deutlich enger. Mit seinen Untersuchungen über die Schusswirkung auf Schädel und Gehirn erwarb sich Rudolf Ulrich Krönlein 1896 bis 1899 besondere Verdienste um die Hirnchirurgie. In seinem Artikel Über Schußwunden aus dem modernen Infanteriegewehr, erschienen im Januar 1905 in der Zeitschrift Die Woche, bringt der auf Schusswunden und Kriegsverletzungen spezialisierte Chirurg Ernst von Bergmann die dadurch neu entstandene Lage so auf den Punkt:

„Fort also mit dem Kugelsuchen und Kugelziehen! Die Beispiele über Einheilungen der Geschosse in allen Organen und Geweben mehren sich. Schon 1895 konnte ich über 24 bei Selbstmordversuchen ins Hirn eingedrungene 5 mm-Revolverkugeln berichten. 19 von ihnen heilten ohne weitere Störungen ein, ohne daß auch später die Patienten gelitten hätten.
[Im Krieg] 1877/78 stammten die Verwundungen von zwei- und viermal größeren Geschossen als dem modernen Mantelgeschoß unserer Infanterie. Die reinen und glatten Wundkanäle der Nah- und Fernschüsse in den Weichteilen, die kleinen Ein- und Ausgangsöffnungen bei den Knochenbrüchen, wenn sie aus größerer Entfernung als 800 Meter zustande kommen, lassen heutzutage viel mehr hoffen als damals. […] In dieser Beziehung sind wir gespannt auf die Ergebnisse des russisch-japanischen Kriegs, in dem auf beiden Seiten sehr tüchtige Kriegschirurgen tätig sind und die Schußwunden aus Gewehren mit dem kleinsten bis jetzt verwandten Kaliber stammen.“

Auf dem Deutschen Chirurgen-Kongreß schlug Carl Langenbuch 1892 erneut vor, Schusswunden, statt offen (eitern) zu lassen, mit einer (primären) Naht zu verschließen, dem jedoch von Carl Thiersch widersprochen wurde. Dennoch erfolgten im Ersten als auch im Zweiten Weltkrieg immer wieder Versuche, Schusswunden (wie in Friedenszeiten üblicher) zu nähen, wovon auch Nicolai Guleke 1939, mit Ausnahme der primären Naht gut versorgter Gehirnschusswunden und der Naht offener Thorax- und Gelenkwunden, abriet.

## Ältere Literatur
- Theodor Billroth: Historische Studien über die Beurteilbarkeit und Behandlung der Schußwunden vom 15. Jahrhundert bis auf die neueste Zeit. G. Reimers, Berlin 1859.
- Nicolai Guleke: Kriegschirurgie und Kriegschirurgen im Wandel der Zeiten. Vortrag gehalten am 19. Juni 1944 vor den Studierenden der Medizin an der Universität Jena. Gustav Fischer, Jena 1945, S. 10–17.
- Georg Hirth: Selbstbekenntnisse eines Schwerverwundeten. In: Die Gartenlaube. Heft 43, 1866, S. 672–674 (Volltext [Wikisource]).
- Otto Karl Schjerning et al.: Die Schußverletzungen. [Fortschritte auf dem Gebiete der Röntgenstrahlen. Ergänzungsband 7]. Hamburg, Gräfe & Sillem, 1913, 2. Auflage.
- Louis Stromeyer: Erfahrungen über Schußwunden im Jahre 1866 als Nachtrag zu den Maximen der Kriegsheilkunst. Hahn, Hannover 1867.